# Утияма, Кахори
Кахори Утияма (яп. 内山 佳保里; род. 22 сентября 1975, Сидзуока) — японская гребчиха, выступавшая за сборную Японии по академической гребле в 1992—2004 годах. Обладательница бронзовой медали Азиатских игр, чемпионка многих регат национального значения, участница летних Олимпийских игр в Афинах.

## Биография
Кахори Утияма родилась 22 сентября 1975 года в префектуре Сидзуока, Япония.
Впервые заявила о себе в гребле на международном уровне в сезоне 1992 года, став седьмой в парных двойках на чемпионате мира среди юниоров в Канаде. Год спустя на аналогичных соревнованиях в Норвегии показала тот же результат в зачёте парных четвёрок.
Начиная с 2000 года выступала на взрослом уровне в основном составе японской национальной сборной, в частности в этом сезоне в парных четвёрках лёгкого веса финишировала четвёртой на взрослом мировом первенстве в Загребе.
В 2001 году в лёгких парных двойках закрыла десятку сильнейших на этапе Кубка мира в Мюнхене, тогда как в лёгких парных четвёрках стала девятой на чемпионате мира в Люцерне.
В 2002 году побывала на Азиатских играх в Пусане, откуда привезла награду бронзового достоинства, выигранную в лёгких парных двойках — в решающем финальном заезде пропустила вперёд только экипажи из Китая и Таиланда.
В 2003 году стартовала на двух этапах Кубка мира и на мировом первенстве в Милане, где в зачёте лёгких парных двоек заняла итоговое 14 место.
Благодаря череде удачных выступлений удостоилась права защищать честь страны на летних Олимпийских играх 2004 года в Афинах — в программе парных двоек лёгкого веса вместе с напарницей Акико Ивамото сумела квалифицироваться лишь в утешительный финал C и расположилась в итоговом протоколе соревнований на 13 строке.
После афинской Олимпиады Утияма ещё в течение некоторого времени оставалась в составе гребной команды Японии и продолжала принимать участие в крупнейших международных регатах. Так, в 2005 году она заняла 16 место в лёгких парных двойках на этапе Кубка мира в Люцерне, в то время как на домашнем чемпионате мира в Гифу финишировала шестой в лёгких парных четвёрках.